# Klaus Tuchscherer
Claus-Jürgen Tuchscherer, od 1976 Klaus-Jürgen Tuchscherer (ur. 14 stycznia 1955 w Rodewisch) – wschodnioniemiecki specjalista kombinacji norweskiej, a później austriacki skoczek narciarski. Najlepsze wyniki w Pucharze Świata osiągnął w sezonie 1980/1981, kiedy zajął 22. miejsce w klasyfikacji generalnej.
W 1976 brał udział w igrzyskach olimpijskich w Innsbrucku w kombinacji norweskiej, gdzie zajął 5. miejsce. Po igrzyskach pozostał w Austrii (z której pochodziła jego narzeczona, późniejsza żona), uciekając z NRD. Ze względu na nikłą popularność kombinacji w Austrii, przekwalifikował się na skoczka i od sezonu 1976/1977 reprezentował Austrię w skokach. Zajął 3. miejsce w Tygodniu Lotów Narciarskich w Ironwood w marcu 1978. W styczniu 1979 wygrał Turniej Trzech Państw. Najwyższe miejsce w konkursie utworzonego w tym samym roku PŚ (4.) zajął 20 stycznia 1980 w Thunder Bay. W 1982 zakończył karierę.
Przez ponad 30 lat pracował jako urzędnik miejski w Innsbrucku. Żonaty z Anną, ma dwoje dzieci.

## Puchar Świata w skokach narciarskich

### Miejsca w klasyfikacji generalnej
- sezon 1979/1980: 23
- sezon 1980/1981: 22
- sezon 1981/1982: 46